# VMAT2
VMAT2 (Vesicular monoamine transporter 2, Transporteur vésiculaire des monoamines 2) est une protéine qui, chez les humains, est encodée par le gène SLC18A2 situé sur le chromosome 10. C'est une protéine membranaire intégrale qui transporte des monoamines — et plus particulièrement des neurotransmetteurs comme la dopamine, la noradrénaline, la sérotonine et l'histamine — depuis le cytosol cellulaire jusqu'aux vésicules synaptiques.